# Syzygium mundagam
Syzygium mundagam là một loài thực vật có hoa trong Họ Đào kim nương. Loài này được (Bourd.) Chithra miêu tả khoa học đầu tiên năm 1983.

## Hình ảnh

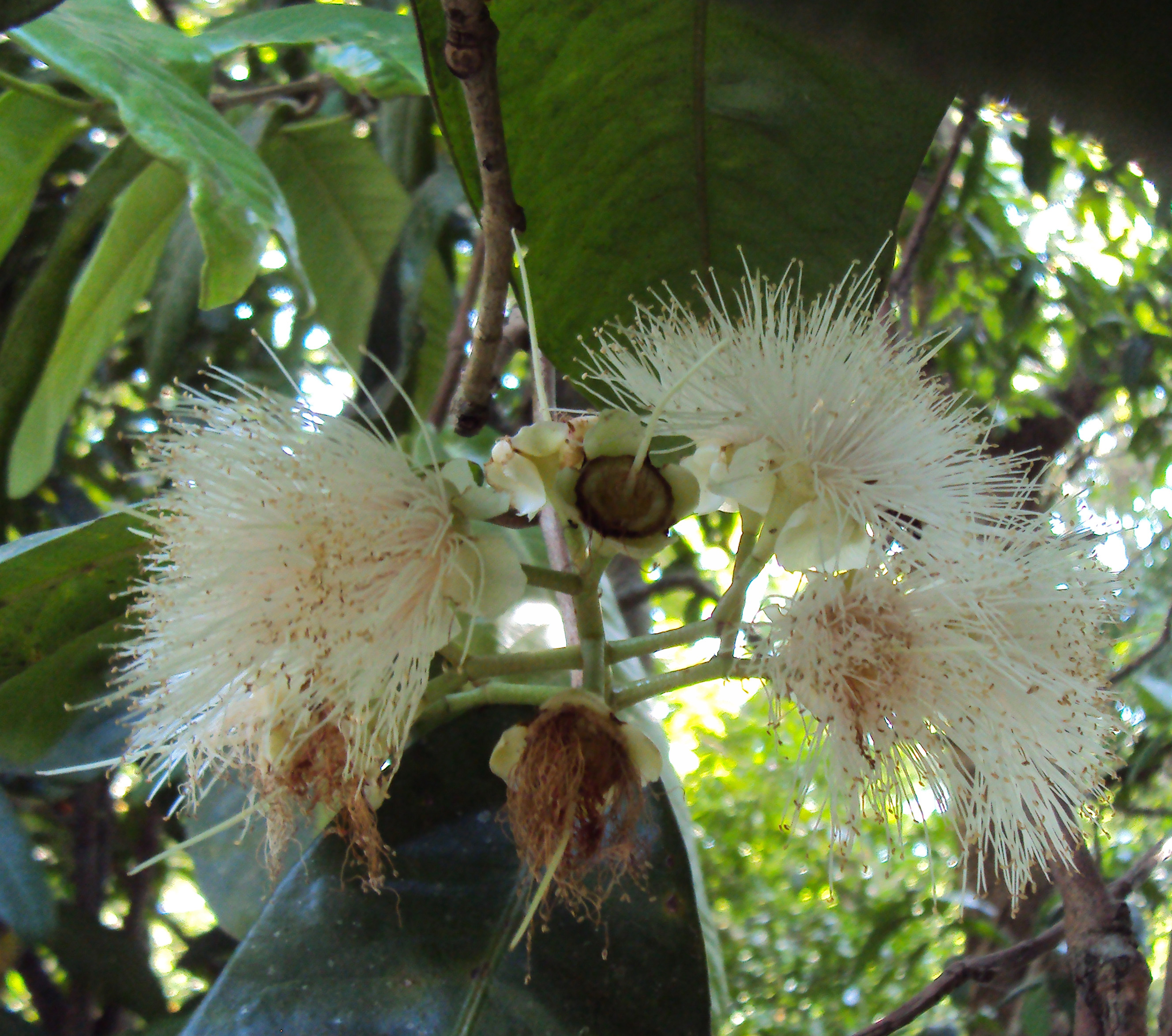
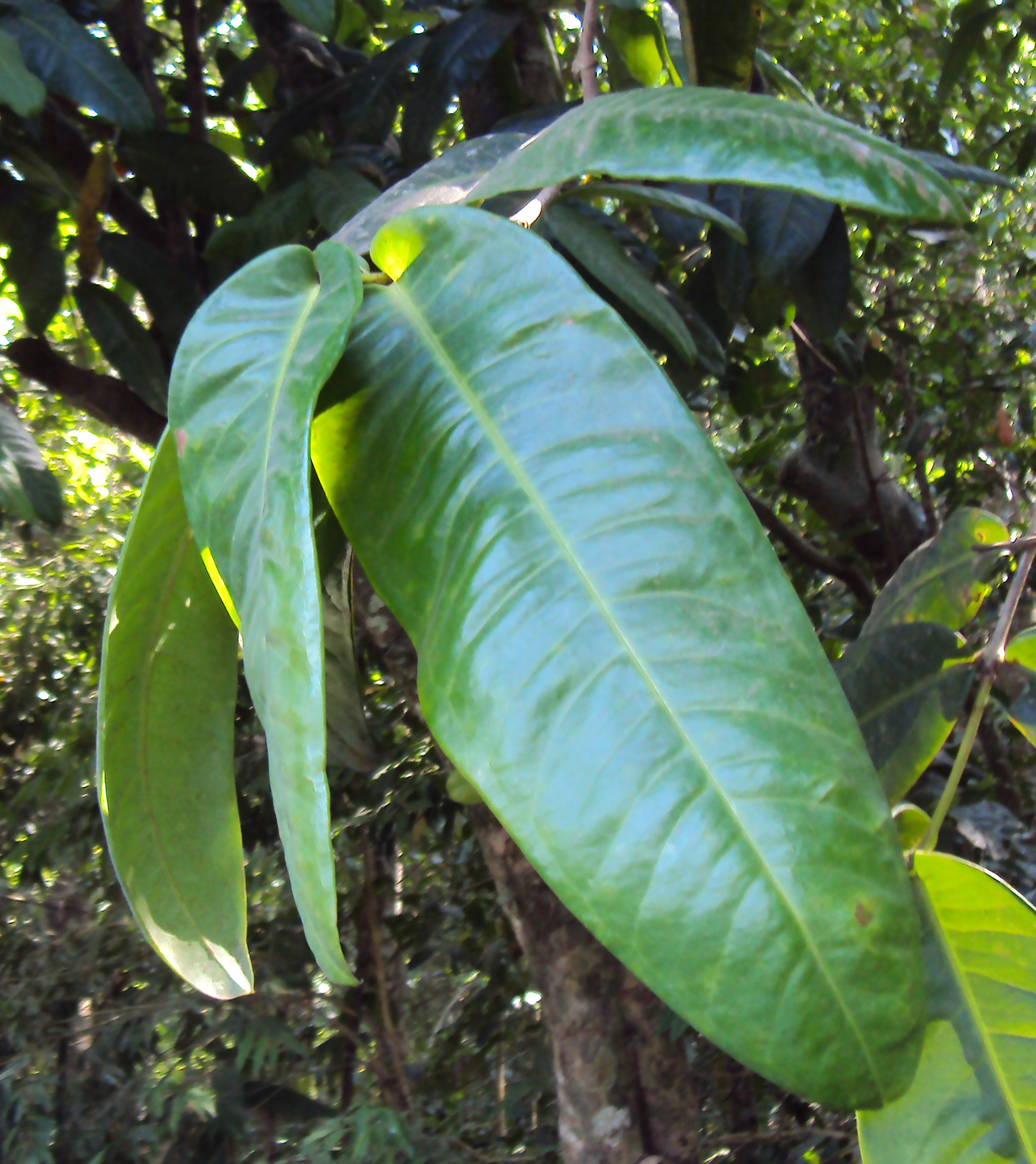
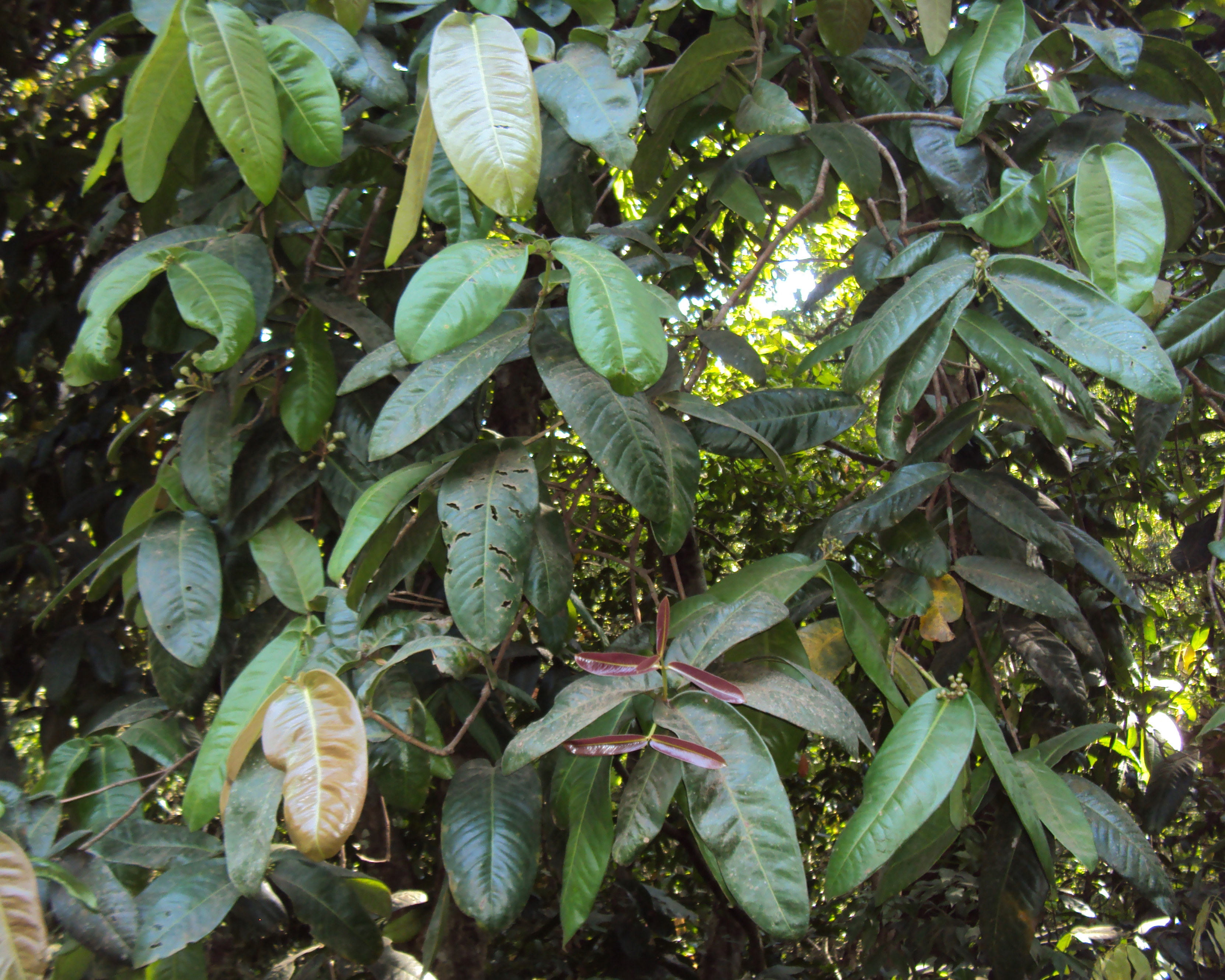
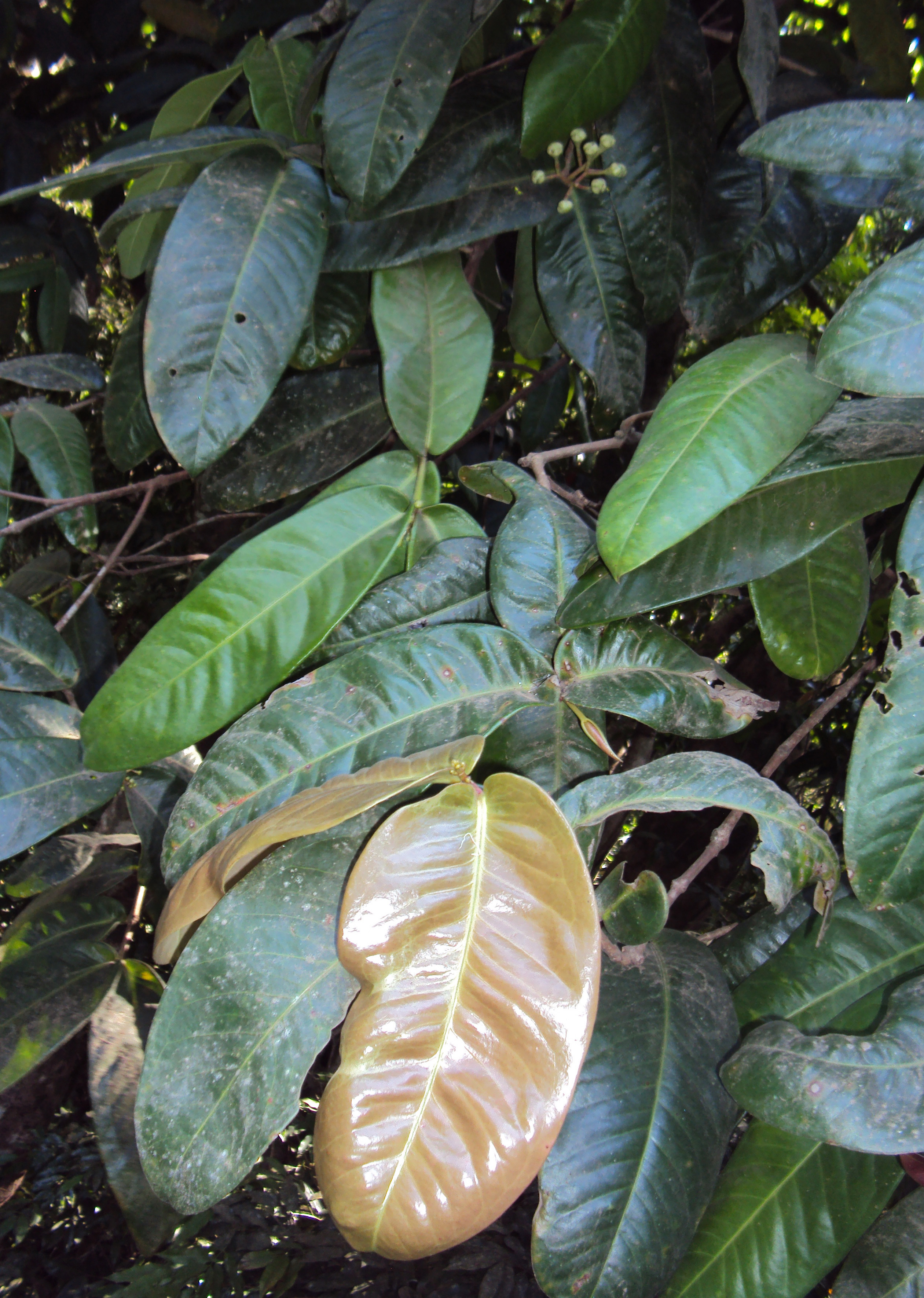